# Science Wonder Stories
«Science Wonder Stories» — один из научно-фантастических журналов, основанных Хьюго Гернсбеком после банкротства его Experimenter Publishing Company и утраты им контроля над журналом «Amazing Stories».
Первый номер «Science Wonder Stories» вышел в июне 1929 года. Издателем его значилась новая издательская компания Гернсбека Stellar Publishing Corporation, а редактором — сам Гернсбек; однако реально всю редакторскую работу для журнала выполнял Дэвид Лассер.
Среди заметных авторов, публиковавшихся в журнале, были Джек Уильямсон, Дэвид Г. Келлер, Харл Винсент, Эд Эрл Рипп. В каждом номере публиковалась редакционная статья Хьюго Гернсбека.
Обложки всех номеров журнала делал Фрэнк Р. Пауль.
В 1930 году журнал был слит с еще одним проектом — «Air Wonder Stories». Объединенный журнал продолжал выходить под названием «Wonder Stories».
За время «самостоятельного» существования «Science Wonder Stories» были выпущены также три номера сопутствующего ежеквартальника «Science Wonder Quarterly».